# Crocothemis erythraea
Crocothemis erythraea (Brullé, 1832)  je vrsta iz familije Libellulidae. Srpski naziv ove vrste je Vatreni konjic.

## Opis vrste
Trbuh oba pola je metalikzelen, kao i grudi i oči. Na početku trbuha, s donje bočne strane, postoji žuta šara. Kod mužjaka, na početku trbuha, postoji suženje kojeg nema na trbuhu ženke, koji je znatno krupniji. Krila ove vrste su providna sa malo naranžaste boje u samoj osnovi i crnom pterostigmom. Ovo je vrsta čiji period letenja počinje najranije u godini u odnosu na ostale predstavnike ove porodice .

## Stanište
Stajaće vode kao što su bare, mala jezera, kanali, ribnjaci, šljunkare, mrtvaje i odsečeni rečni rukavci. Kod nas je možemo naći na visinama do 1500 m.      

## Životni ciklus
Parenje se odvija u vazduhu, nakon čega ženke polažu jaja. Razvoj larvi se odvija u stajaćim vodama. Larve su isključive grabljivice i hrane se svime što mogu da uhvate i savladaju. Egzuvije ostavljaju na obalnim biljkama.

## Sezona letenja
Sezona letenja traje od kraja aprila do jula.